# Eupatorium sordidum
Espèce
Classification phylogénétique
Eupatorium sordidum est une espèce de plantes à fleurs de la famille des Asteraceae. C'est un arbuste originaire du Mexique.
L'espèce peut se trouver aussi sous le nom Bartlettina sordida.

## Description
C'est un arbuste buissonnant au port arrondi dont la taille varie entre 2 et 3 m de haut pour 1,50 à 2,50 m de diamètre.
Les jeunes rameaux sont couverts de poils laineux rouges. Les feuilles, de 4 à 10 cm de long, sont opposées, larges, ovales et dentées, vert foncé, avec des poils rouges au revers.

La floraison a lieu en hiver. Les capitules sont violets, odorants et groupés en corymbe terminaux entre 7 et 12 cm de diamètre.